# Mario Reig
Mario Reig  (Tarragona, Provincia de Tarragona, 9 de diciembre de 1965), es un exfutbolista y entrenador español que actualmente dirige al Municipal Garabito de la Segunda División de Costa Rica.
Se formó en el fútbol base alemán para pasar al juvenil del RCD Mallorca. En 1998 debuta como entrenador en Almería y tras pasar por varios equipos españoles da el salto a la 1ª División de Guatemala. Mario Reig también colabora como articulista y comentarista de torneos en varios medios de Comunicación.
Tras su etapa como entrenador decide tomarse un respiro en los banquillos para poder estudiar de primera mano nuevos sistemas de entrenamiento, de esta forma a seguido los entrenamientos primero al Atlético de Madrid con Luis Aragonés y después al Fútbol Club Barcelona de Pep Guardiola. Actualmente está haciendo seguimiento e informes de jugadores y equipos de 2B, 2ª y Primera de la LFP para equipos Alemanes.
Mario Reig ha colaborado en varios medios de comunicación, por ejemplo el diario La Voz de Almería como cronista en la Copa Confederaciones de Sudáfrica 2009 y la Mundial de Fútbol de Alemania 2006. También ha sido durante cinco año el director deportivo de la empresa de Agentes FIFA ISM (Internacional Sport Management) en España.

## Trayectoria

### Como futbolista
Su familia se traslada en su infancia a Alemania donde empieza a jugar en el en el fútbol base del S.V. Grenzland Twist (República Federal Alemana) desde 1977 a 1982. De allí salto al fútbol español, después de una visita a su casa donde lo vieron jugar en un torneo de Fútbol playa en Ca'n Picafort fichó con 17 años por el Juvenil División de Honor del RCD Mallorca en la temporada 1983-84. Le aconsejan jugar unos años con el CD Murense de  Tercera División para terminar de formarse y en este equipo es donde tiene una lesión grave y se retira del fútbol en la temporada 1985-89.

### Como entrenador
Cuando termina de sacarse el título nacional su amigo José Ángel Moreno entrenador del Almería CF le dice si quiere ir con el de ayudante para coger experiencia y estuvo una temporada para posteriormente ejercer de primer entrenador, de ahí pasó a dirigir dos equipos más de 3ª División: Mazarrón (Murcia) y CD Mármol Macael (Almería). 
En 2001 inicia su etapa en la 2ª División de Guatemala firmando a finales de temporada con el Antigua GFC que estaba en el último lugar de la clasificación. El equipo salvó la categoría en el último partido contra el Cobán Imperial por 4-3 jugando con 9 jugadores. Este partido motivó su fichaje por el Cobán Imperial campeones de Guatemala por 2 temporadas y como responsable de todas las categorías del club.
Después del periplo por Centroamérica regresa al fútbol español donde ejerce el cargo de director deportivo del Algeciras Club de Fútbol en Segunda División B. A principios de 2016 regresa a Centroamérica para incorporarse como entrenador al Diriangén Fútbol Club de la Primera División de Nicaragua
En enero de 2022, firma por el Municipal Garabito de la Segunda División de Costa Rica.

## Clubes

### Como futbolista
| Club                   | País     | Año       |
| ---------------------- | -------- | --------- |
| S.V. Grenzland Twist   | Alemania | 1977-1982 |
| RCD Mallorca           | España   | 1983-1985 |
| Club Deportivo Murense | España   | 1985-1989 |

### Como entrenador
| Club                    | País       | Año             |
| ----------------------- | ---------- | --------------- |
| Unión Deportiva Almería | España     | 1998            |
| Mazarrón Club de Fútbol | España     | 1999            |
| CD Mármol Macael        | España     | 2000            |
| Antigua GFC             | Guatemala  | 2001-2002       |
| Cobán Imperial          | Guatemala  | 2004            |
| Magdeburgo              | Alemania   | 2012            |
| SV Meppen Unión         | Alemania   | 2013            |
| Diriangén Fútbol Club   | Nicaragua  | 2016            |
| Municipal Garabito      | Costa Rica | 2022-Actualidad |